# وليام هاردي إيشباغ
وليام هاردي إيشباغ الثالث (بالإنجليزية: William Hardy Eshbaugh)‏ ولد في 1 مايو 1936 في مونتكلير، نيوجيرسي وهو أستاذ فخري في علم النبات في جامعة ميامي، والمعروف في المقام الأول لأبحاثه على الفلفل الحار واحد من ثلاثة مؤلفين من العمل المنوي تغطي النباتات والجغرافيا الحيوية للجزر البهاما .